# Ropniak podtwardówkowy
Ropniak podtwardówkowy (łac. empyema subdurale) – nagromadzenie treści ropnej pomiędzy oponami mózgu: oponą twardą i pajęczynówką.

## Etiologia i patogeneza
Najczęściej występuje w 2 i 3 dekadzie życia jako następstwo zakażeń w obrębie twarzoczaszki. W ponad połowie przypadków występuje jako powikłanie zapalenia zatok przynosowych, w 30% jako powikłanie zapalenia ucha albo urazu głowy, może wikłać też zapalenie opon mózgowo-rdzeniowych, wyrostka sutkowatego, kości lub jego przyczyną może być rozsiew krwiopochodny (w mniej niż 5% przypadków). Zakażenie szerzy się najczęściej przez układ żylny, choć jest też możliwe szerzenie się przez ciągłość.
Czynnikiem etiologicznym zakażenia najczęściej są:
- paciorkowce (tlenowe w 35%, beztlenowe w 10%)
- Staphylococcus aureus (10% przypadków)
- tlenowe pałeczki Gram-ujemne (10%)
- Staphylococcus epidermidis (około 2%)

## Objawy kliniczne

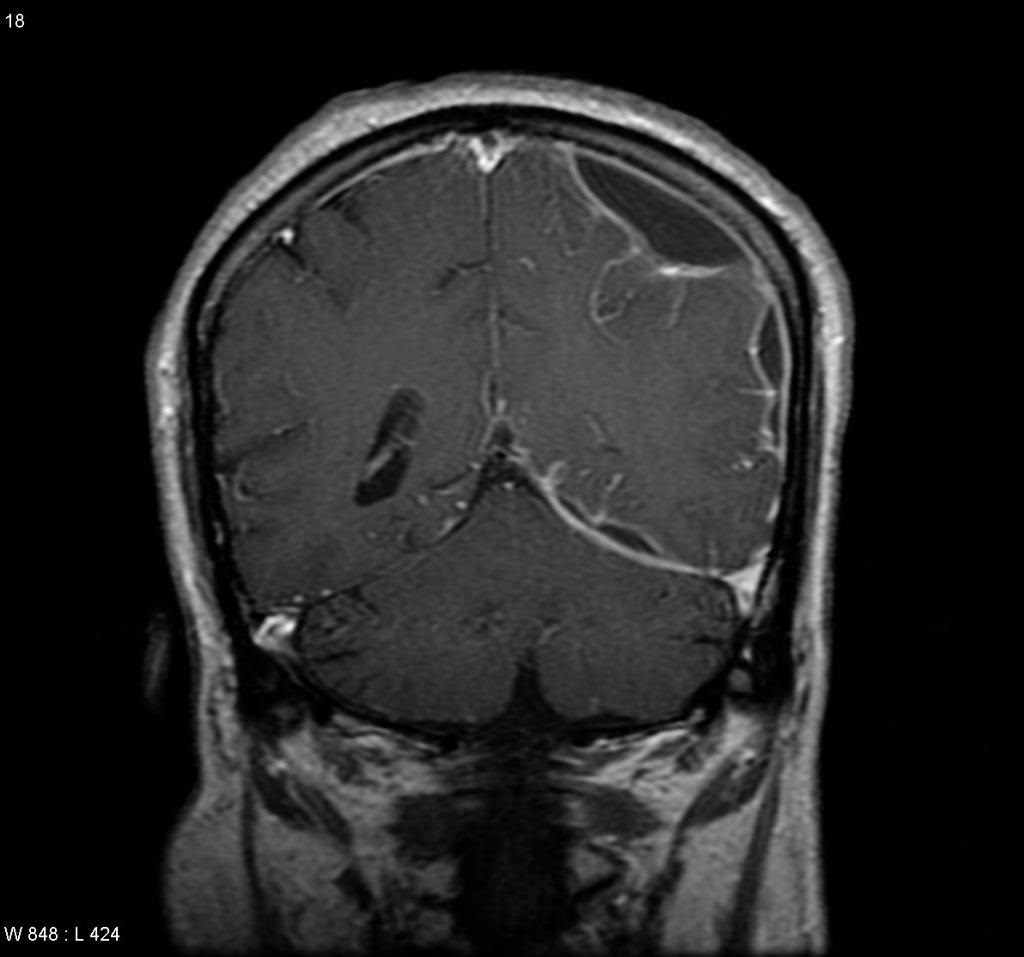
Obraz MRI w sekwencji T1 ze wzmocnieniem kontrastowym głowy dorosłego mężczyzny, u którego wystąpił zespół oponowy i drgawki. W prawej części obrazu widoczne nagromadzenia pod oponą twardą ze wzmacniającym się brzegiem, co nasuwa rozpoznanie ropniaka podtwardówkowego.

W pierwszym okresie objawy są niecharakterystyczne i zwykle ograniczają się do 2 objawów:
- ból głowy
- gorączka

W późniejszym okresie występują bardziej charakterystyczne objawy, takie jak:
- nudności i wymioty
- objawy oponowe

i wreszcie dopiero w przypadku nagromadzenia większej ilości treści ropnej pojawiają się
- objawy ogniskowe

## Rozpoznanie
Pewne rozpoznanie można postawić na podstawie charakterystycznego obrazu tomografii komputerowej lub magnetycznego rezonansu jądrowego. Należy podkreślić, że w około 25% przypadków (u co czwartego chorego) badania te nie wykazują zmian w obrębie OUN. Dopiero powtórnie wykonane badanie rezonansem magnetycznym po podaniu gadolinu zwiększa czułość tych badań i tym samym umożliwia rozpoznanie.

## Leczenie
Drenaż ropniaka jest wskazany w przypadku grubości ropniaka powyżej 9 milimetrów, choć należy go rozważyć także, gdy zmiana jest mniejsza. W leczeniu stosuje się także 3 antybiotyki w dawkach maksymalnych podawane dożylnie: penicylinę G (gdy czynnikiem etiologicznym jest MRSA – wankomycynę), cefalosporynę III generacji i metronidazol. Antybiotyki powinno się stosować 2–4 tygodnie po leczeniu operacyjnym i 6–8 tygodni przy leczeniu zachowawczym. Stosuje się leczenie objawowe (przeciwpadaczkowe i przeciwobrzękowe) oraz rehabilitację.

## Rokowanie
Im później choroba zostaje rozpoznana, tym większe ryzyko wystąpienia trwałych ubytków neurologicznych (padaczka, niedowład, afazja) pomimo wyleczenia ropniaka. Śmiertelność wynosi około 40%.